# Nusaybin (district)
Nusaybin is een Turks district in de provincie Mardin en telt 116.465 inwoners (2007). Het district heeft een oppervlakte van 1169,2 km². Hoofdplaats is Nusaybin.
De bevolkingsontwikkeling van het district is weergegeven in onderstaande tabel.
| 1997   | 2000    | 2007    |
| ------ | ------- | ------- |
| 81.083 | 103.863 | 116.465 |

## Gemeenten in het district
Akarsu • Duruca • Girmeli

## Plaatsen in het district
Açıkköy • Açıkyol • Akağıl • Akçatarla • Bahçebaşı • Bakacık • Balaban • Beylik • Büyükkardeş • Çağlar • Çalıköy • Çatalözü • Çiğdem • Çilesiz • Çölova • Dağiçi • Dallıağaç • Değirmencik • Demirtepe • Dibek • Dirim • Doğanlı • Doğuş • Durakbaşı • Düzce • Eskihisar • Eskimağara • Eskiyol • Görentepe • Günebakan • Güneli • Günyurdu • Gürkaynak • Gürün • Güvenli • Hasantepe • Heybeli • İkiztepe • İlkadım • Kalecik • Kaleli • Kantar • Karacaköy • Kayadibi • Kocadağ • Kuruköy • Kuyular • Küçükkardeş • Nergizli • Odabaşı • Pazarköy • Sınırtepe • Söğütlü • Taşköy • Tekağaç • Tepealtı • Tepeören • Tepeüstü • Turgutköy • Üçköy • Üçyol • Yandere • Yavruköy • Yerköy • Yolbilen • Yolindi